# Paral·lel 45° sud
El paral·lel 45° sud és una línia de latitud que es troba a 45 graus sud de la línia equatorial terrestre. Travessa l'oceà Atlàntic, l'Oceà Índic, l'Oceà Pacífic i Amèrica del Sud. A diferència de la seva contrapart, el 97 % del territori que travessa és aigua.
En aquesta latitud el sol és visible durant 15 hores, 37 minuts durant el solstici d'hivern i 8 hores, 46 minuts durant el solstici d'estiu.

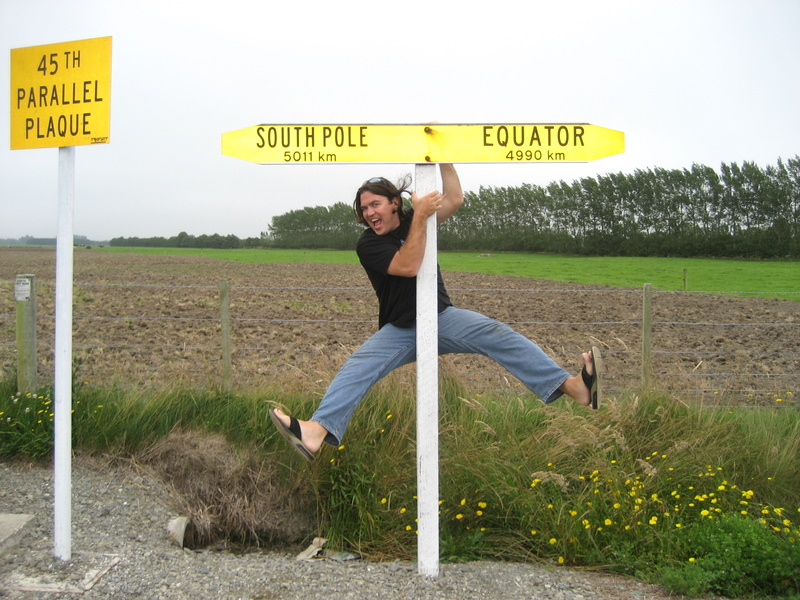
Senyal d'autopista que marca el paral·lel 45ºa Nova Zelanda

És la línia que marca el punt mitjà teòric entrel'equador i el pol Sud. El veritable punt mitjà és a 16,2 km al sud d'aquest paral·lel perquè la Terra no és una esfera perfecta, sinó que s'aixampla a l'equador i és aplatat als pols.

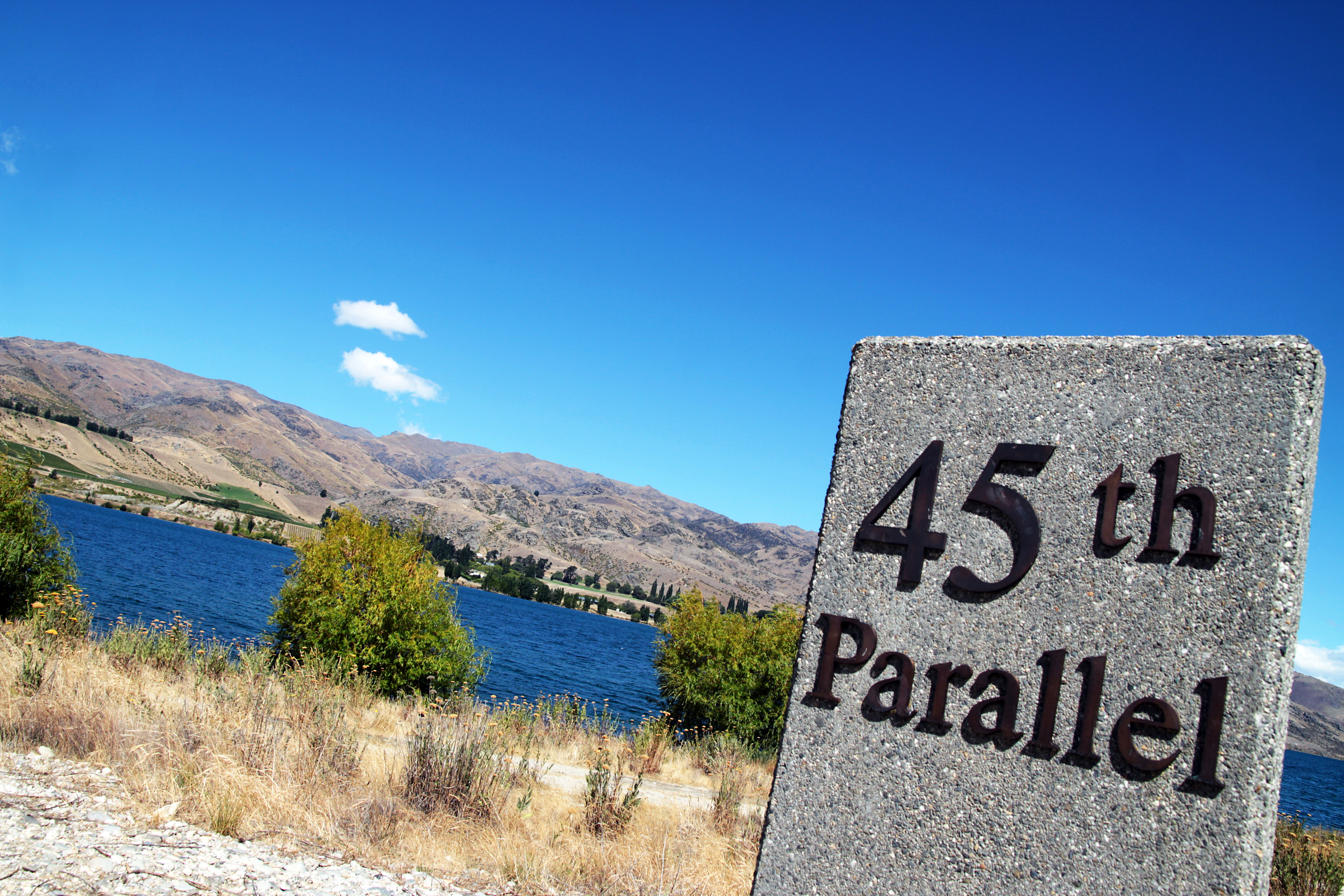
Paral·lel 45° sud entre Queenstown i Wanaka

## Geografia
En el sistema geodèsic WGS84, al nivell de 45° de latitud sud, un grau de longitud equival a 78,847 km; la longitud total del paral·lel és de 28.385 km, que és aproximadament 71,0% de la de l'equador, del que es troba a 4.985 km i a 5.017 km del pol Sud

## Arreu del món
A partir del Meridià de Greenwich i cap a l'est, el paral·lel 45° sud passa per: 
| Coordenades                              | País. Territori o mar | Notes |
| ---------------------------------------- | --------------------- | --- |
| 45° 0′ S, 0° 0′ E / 45.000°S,0.000°E     | Oceà Atlàntic         | |
| 45° 0′ S, 20° 0′ E / 45.000°S,20.000°E   | Oceà Índic            | |
| 45° 0′ S, 147° 0′ E / 45.000°S,147.000°E | Oceà Pacífic          | Mar de Tasmània |
| 45° 0′ S, 167° 8′ E / 45.000°S,167.133°E | Nova Zelanda          | Illa del Sud, passa al nord de les ciutats d'Oamaru, Naseby, Cromwell i Queenstown, i través del petit assentament de Becks                                                   |
| 45° 0′ S, 171° 6′ E / 45.000°S,171.100°E | Oceà Pacífic          | Passa al sud de l'illa Guamblin, Xile |
| 45° 0′ S, 74° 23′ O / 45.000°S,74.383°O  | Xile                  | Illes de l'arxipèlag dels Chonos includoses les illes James i illa Melchor, i la terra que travessa la carretera 7 a Campo Grande aproximadament 100 km al nord de Coyhaique. |
| 45° 0′ S, 71° 33′ O / 45.000°S,71.550°O  | Argentina             | |
| 45° 0′ S, 65° 35′ O / 45.000°S,65.583°O  | Oceà Atlàntic         | |